# Karmelitenkloster Maria Schnee (Graz)

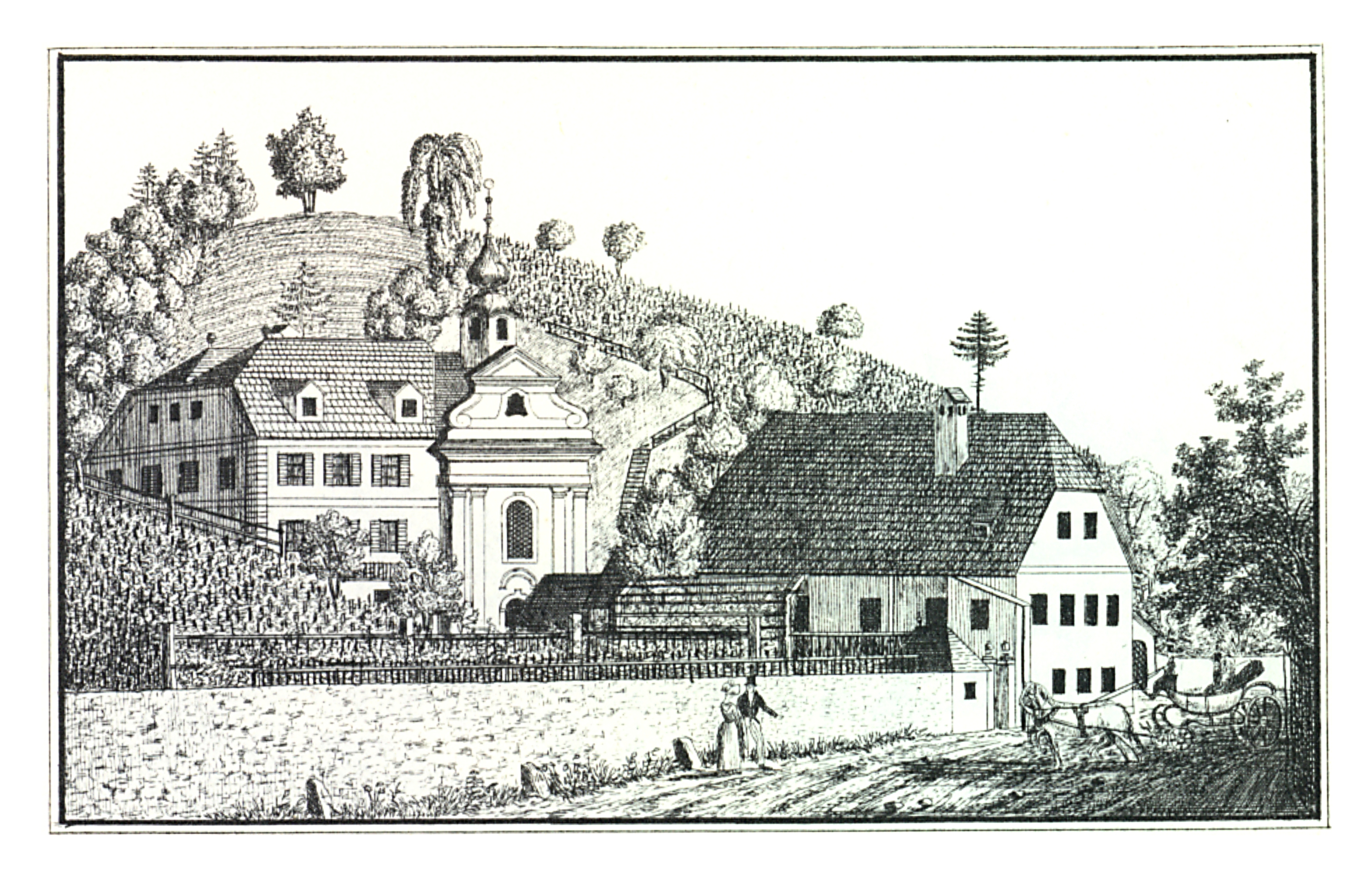
Mariaschnee um 1830, Lith. Anstalt J.F. Kaiser, Graz

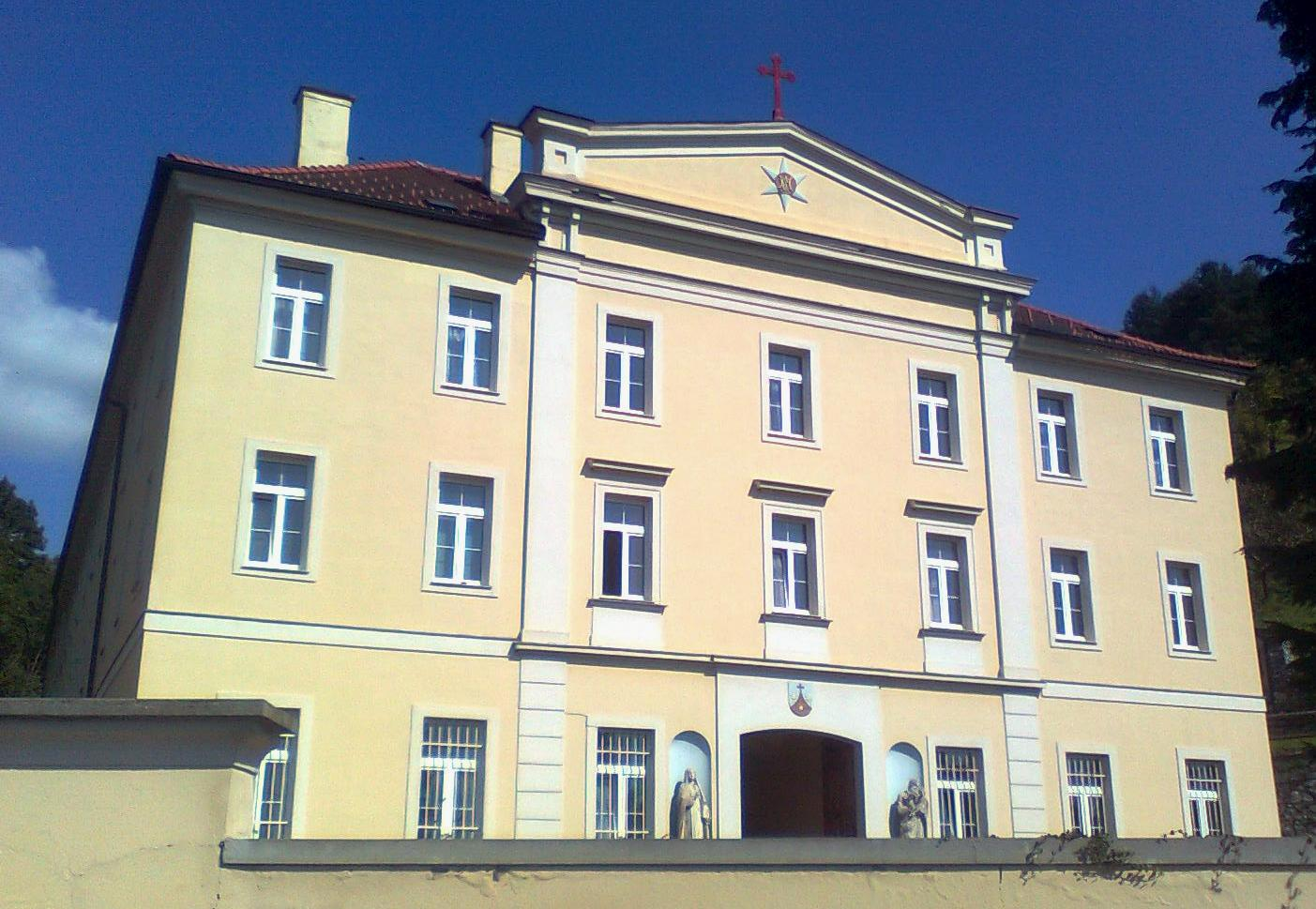
Karmelitenkloster Maria Schnee

Das Kloster Maria Schnee ist ein Konvent der Unbeschuhten Karmeliten in der Grazer Grabenstraße im dritten Stadtbezirk Geidorf. Das Kloster liegt am Fuß des Reinerkogels, etwas abseits der Grabenstraße. Im Innenhof des Klosters befindet sich die Kloster- und Wallfahrtskirche Maria Schnee.

## Geschichte
Schon 1553 wurde eine Waldkapelle Maria Schnee als Wallfahrtsort erstmals urkundlich erwähnt. Das ehemals bürgerliche spätbarocke Anwesen ist mit dem Jahr 1687 datiert.
Das alte Kloster der Karmeliten am Karmeliterplatz wurde 1789 im Zuge der Josephinischen Reformen aufgehoben (heute Steiermärkisches Landesarchiv). In den 1840 siedelten sich die Karmeliten wieder in Graz an, indem sie das Anwesen erwarben (seit 1842 im Besitz des Ordens); zuvor war ein Versuch der Unbeschuhten Karmelitinnen misslungen, das Kloster zu erwerben (diese errichteten unweit am Fuß des Rosenberges den Konvent St. Josef).
Als die Karmeliten in Graz ihren Konvikt wiedererrichteten, wurde ab 1844 zur Zeit des Spätbiedermeier das Bauwerk von Georg Hauberrisser dem Älteren, dem Architekten der Herz-Jesu-Kirche, erweitert und zu einem Kloster umgebaut.
Während des NS-Regimes dienten die Räumlichkeiten des Klosters als Heim der Grazer Gebietsmusikschule der Hitlerjugend.

## Architektur und Gestaltung

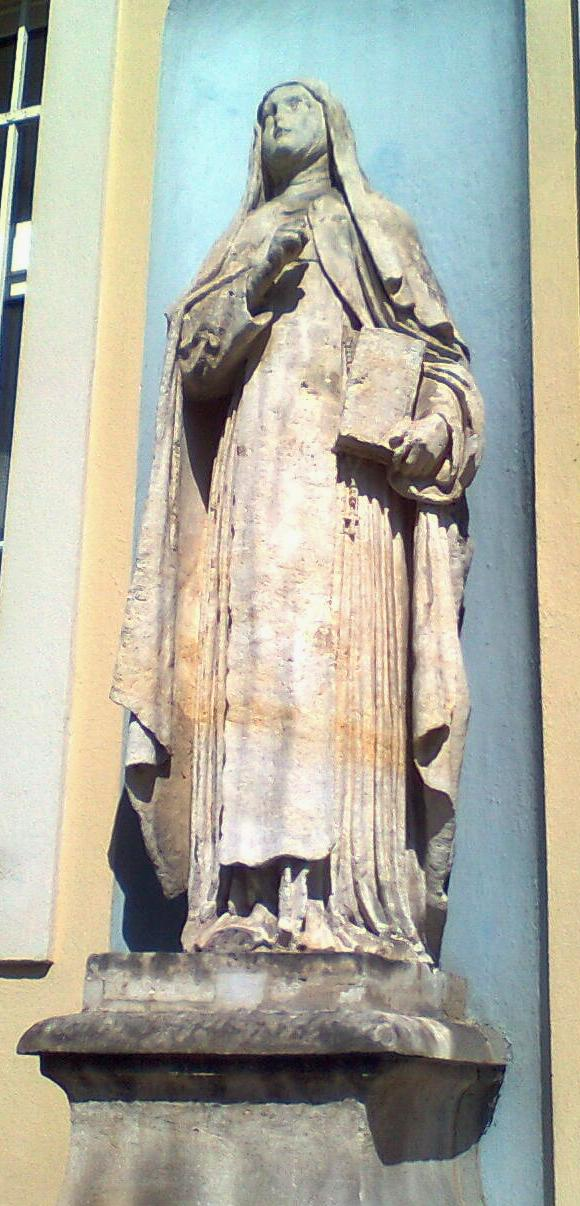
Die heilige Teresa, links

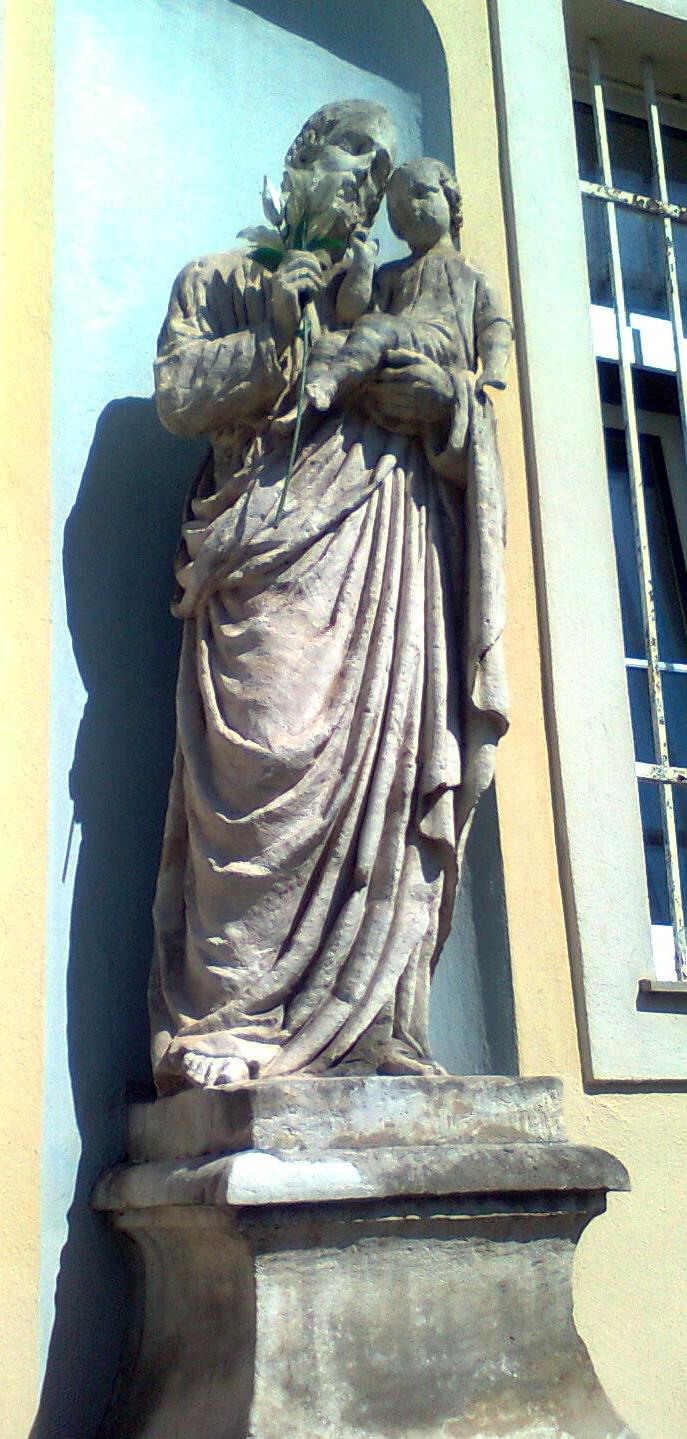
Der heilige Josef, rechts

Unter der Leitung des Architekten Georg Hauberrisser d. Ä. wurde nach dem Einzug der Ordensbrüder im Jahr 1848 der Nordtrakt an den alten Baukern angefügt. Das Karmelitenkloster hat einen hakenförmigen Baukörper mit drei Geschoßen. Die glatte Fassade besitzt eine spätklassizistische Schauseite. Über dem Flachbogensteinportal ist das Ordenswappen angebracht. Die Türflügel stammen aus dem Jahr 1859 und sind mit Reliefs des heiligen Leopold und einer Ansicht des Klosters aus 1859 versehen. Vor dem Tor steht links eine Sandsteinfigur des heiligen Josef und rechts eine der heiligen Teresa.
Die Gemälde in den Gängen des Nordflügels stammen ursprünglich aus dem Wiener Karmelitenkloster und wurden 1876 nach Graz übertragen. Der „große Betchor“ in neugotischer Gestaltung weist einen Altar aus dem Jahr 1859 samt Altarblatt mit einer Darstellung der Heiligen Dreifaltigkeit auf, geschaffen von Fr. Romäus. Das Standkreuz mit einem Elfenbeinkorpus entstammt dem Ende des 17. oder dem Beginn des 18. Jahrhunderts. Im Nordtrakt befindet sich ein „kleiner Betchor“ mit einem Flügelaltar (um 1833) samt einer Darstellung der Beweinung Christi aus Kupferblech, den der Künstler A.I. Wonsiedler gestaltete.
Das Präparatorium ist mit einem neugotischen Kruzifix, einer spätbarocken Pietà-Schnitzgruppe und einer geschnitzten spätbarocken Kreuzgruppe, die in einem verglasten Schrein aufbewahrt wird, ausgestattet. Im Innenhof befindet sich ein Sandsteinrelief mit Christus- und Engelsdarstellungen von Erwin Huber.

## Klosterkirche Maria Schnee

### Geschichte
Die ehemalige Wallfahrtskirche Maria Schnee liegt im Innenhof des Klosters. Seit dem 16. Jahrhundert wird in ihr ein Marienbildnis verehrt, das lange Zeit als Abbild des Gnadenbildes der römischen Marienkirche Santa Maria Maggiore galt. Die ehemalige Waldkapelle wurde zwischen 1765 und 1670 durch eine Rokokokapelle ersetzt und an das ursprünglich bürgerliche Haus angeschlossen. Das Gnadenbild wird von Engeln getragen und befindet sich im Hochaltar von Maria Schnee. Die Messerlaubnis wurde 1755 erteilt. 1842, nachdem der Karmelitenorden einen Konvent errichtet hatte, wurde die Kirche Maria Schnee zur Klosterkirche.

### Architektur und Gestaltung
Bei dem Sakralbau handelt es sich um einen mittelgroßen Bau mit Apsis, der im Südosten an das Kloster angebaut ist. Die Fassade, datiert mit 1770, wird Joseph Hueber zugeschrieben. Das zweijochige Langhaus betritt man durch ein Korbbogentor.
Im Hochaltar befindet sich das Mariahilf-Gnadenbild aus dem 16. Jahrhundert. An den Flanken sind Seitenfiguren mit Darstellungen der Eltern Marias, der Heiligen Anna und Joachim, aufgestellt. Der neubarocke Tabernakel weist ein Relief des Heiligen Abendmahls auf, das von Erwin Huber gestaltet wurde. Die Seitenaltäre entstammen der Werkstatt Veit Königers und wurden um 1770 gefertigt. Zwischen 1810 und 1820 wurde die Kanzel mit Empire-Dekor geschaffen. Im Kircheninnenraum befinden sich zahlreiche Gemälde mit Apostel- und Heiligendarstellungen.